# Myxine mcmillanae
Myxine mcmillanae är en ryggsträngsdjursart som beskrevs av Hensley 1991. Myxine mcmillanae ingår i släktet Myxine och familjen pirålar. IUCN kategoriserar arten globalt som livskraftig. Inga underarter finns listade i Catalogue of Life.